# Idaea incisaria
Idaea incisaria är en fjärilsart som beskrevs av Hans Zerny 1927. Idaea incisaria ingår i släktet Idaea och familjen mätare. Inga underarter finns listade i Catalogue of Life.